# Naissance en 965
Naissance
- 961
- 962
- 963
- 964
- 965
- 966
- 967
- 968
- 969

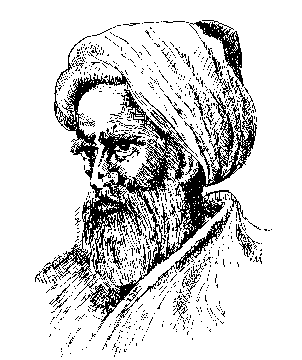
Alhazen né en 965.

Cette page dresse une liste de personnalités nées au cours de l'année 965 :
- Alhazen (Ibn al-Haytham), mathématicien et physicien arabe.
- Dudon de Saint-Quentin, chroniqueur normand.
- Elvire de Castille, régente de León.
- Hicham II, ou Abû al-Walîd “al-Mu'yyad bi-llah” Hichâm ben al-Hakim, calife de Cordoue.
- Frédéric de Luxembourg, comte en Moselgau.
- Leone di Vercelli (it), évêque italien.

date incertaine (vers 965)
- Aimoin de Fleury, chroniqueur français.
- Godefroid Ier de Basse-Lotharingie, comte de Verdun (Godefroy II, puis duc de Basse-Lotharingie (Godefroy Ier).
- Eyvind Kelve (sl), martyr païen norvégien.
- Thierry Ier de Lorraine, comte de Bar et duc de Haute-Lotharingie (ou de Lorraine).
- Hallfreðr vandræðaskáld, scalde islandais.

## Crédit d'auteurs
- Cet article est partiellement ou en totalité issu de l'article intitulé « 965 » (voir la liste des auteurs).